# Sund (Åland)
Sund ålandi település Finnországban. Lakosainak száma 995 fő (2023. december 31.). Sund Vårdö, Saltvik, Finström, Jomala, Lemland és Lumparland községekkel határos.

## Népesség
A település népességének változása:
| Lakosok száma | 1004 | 1013 | 1039 | 1031 | 1052 | 1019 | 1035 | 1019 | 1006 | 995  |
|               | 1999 | 2001 | 2003 | 2005 | 2007 | 2010 | 2012 | 2014 | 2016 | 2023 |

## Képek

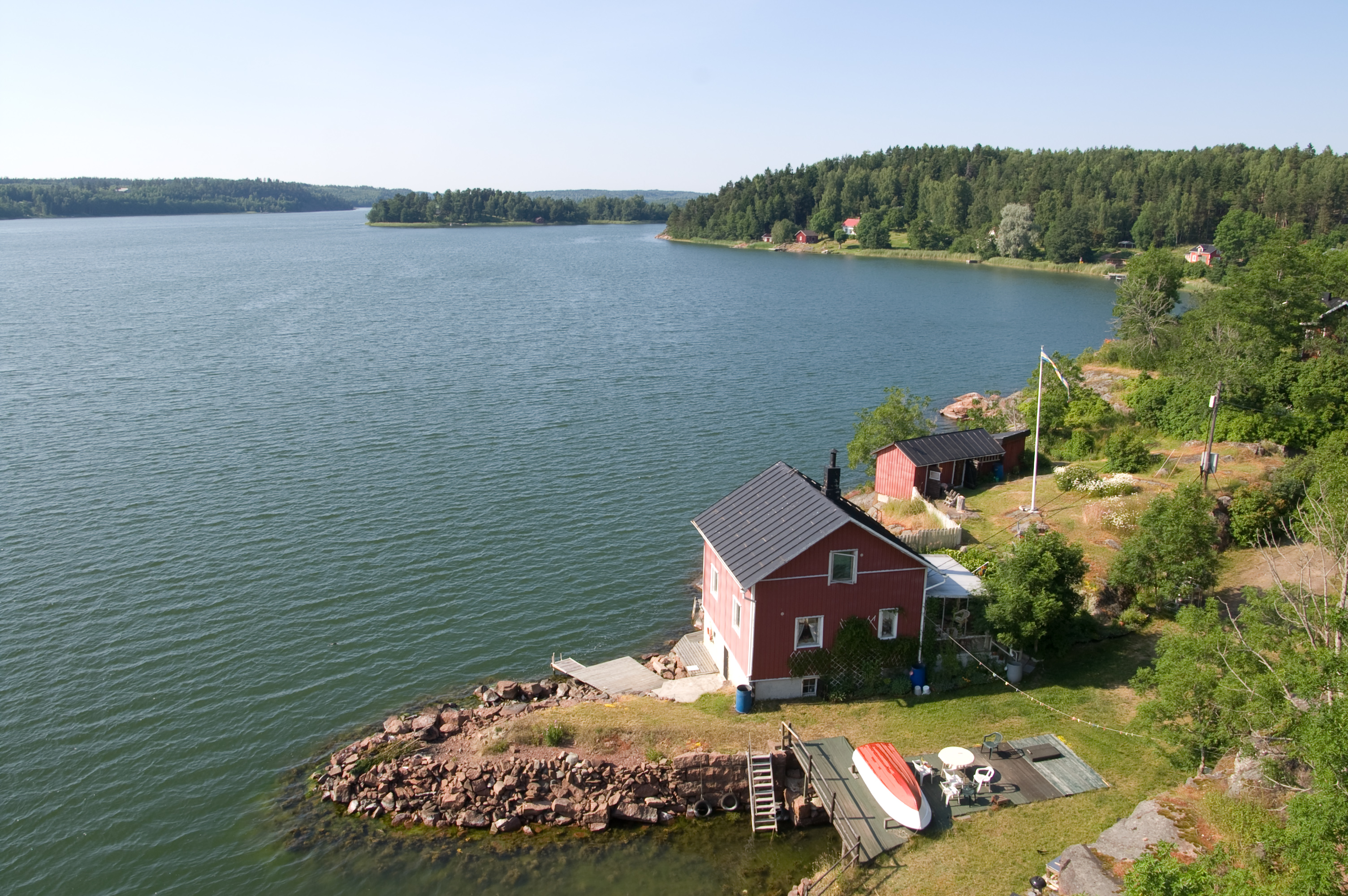
Haraldsby mellett
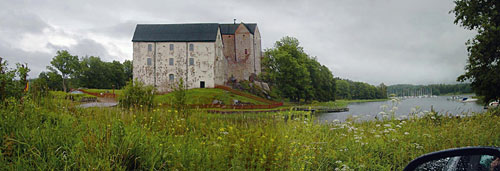
Kastelholm vár
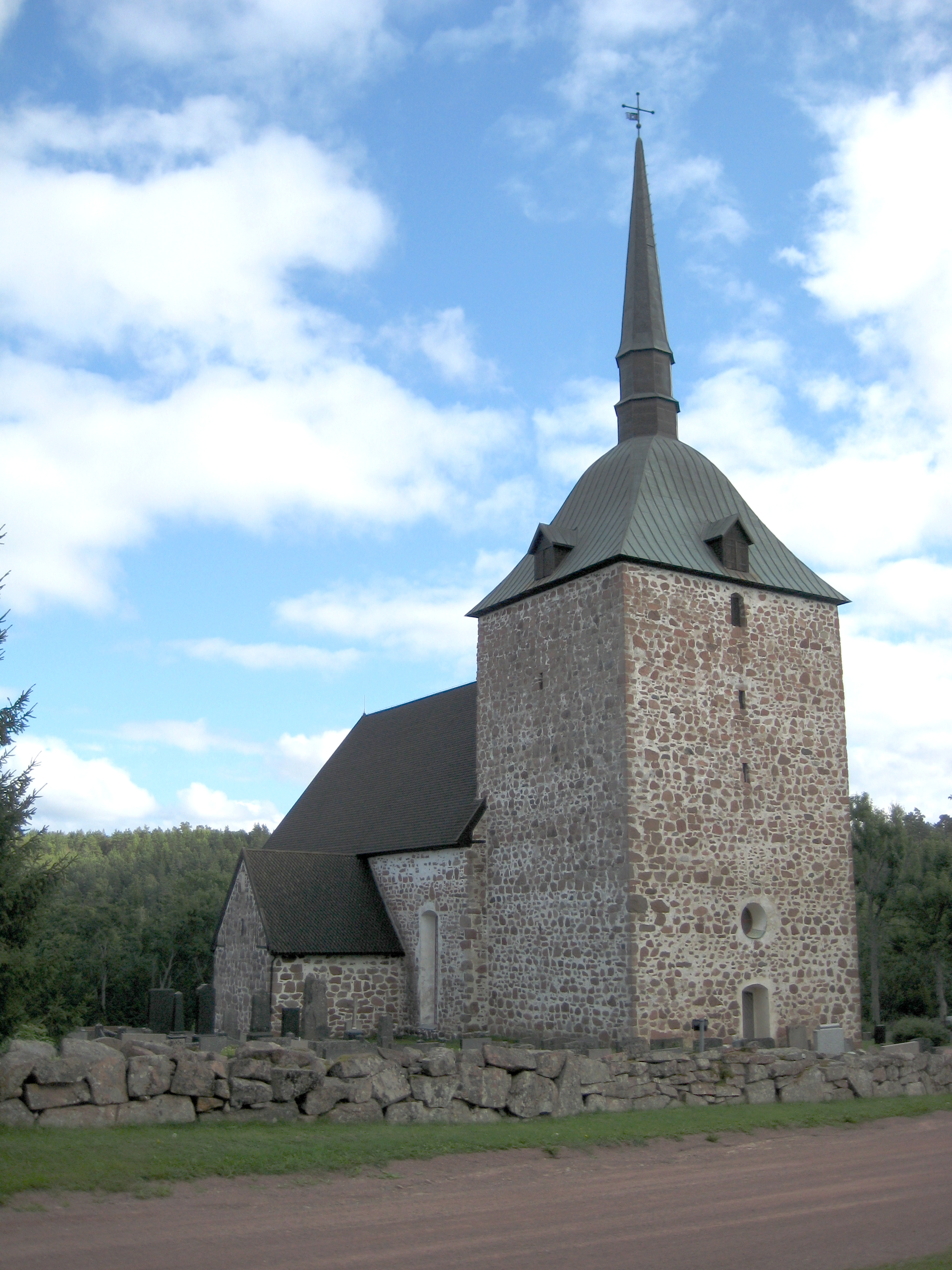
A sundi templom
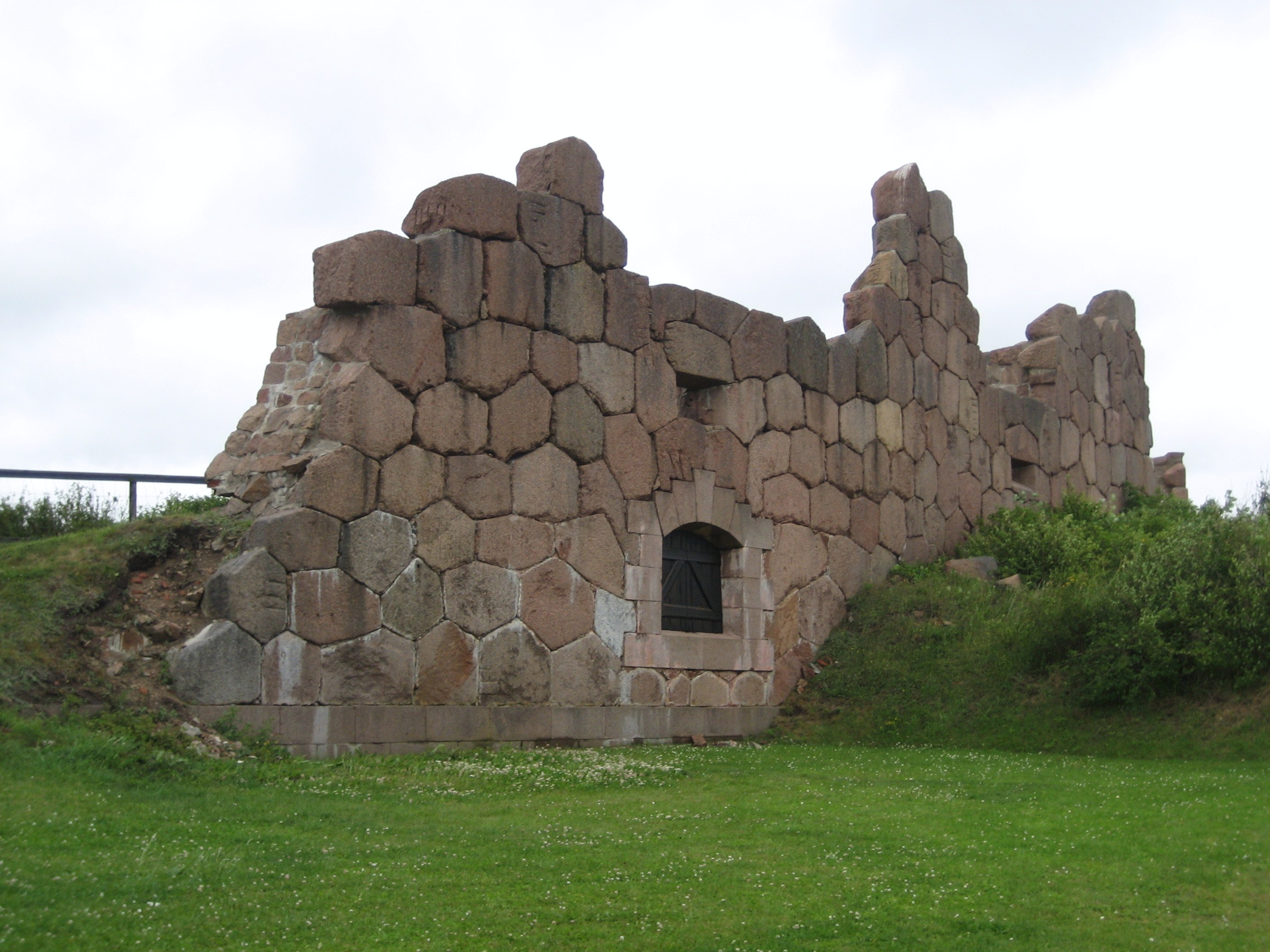
Bomarsund rom
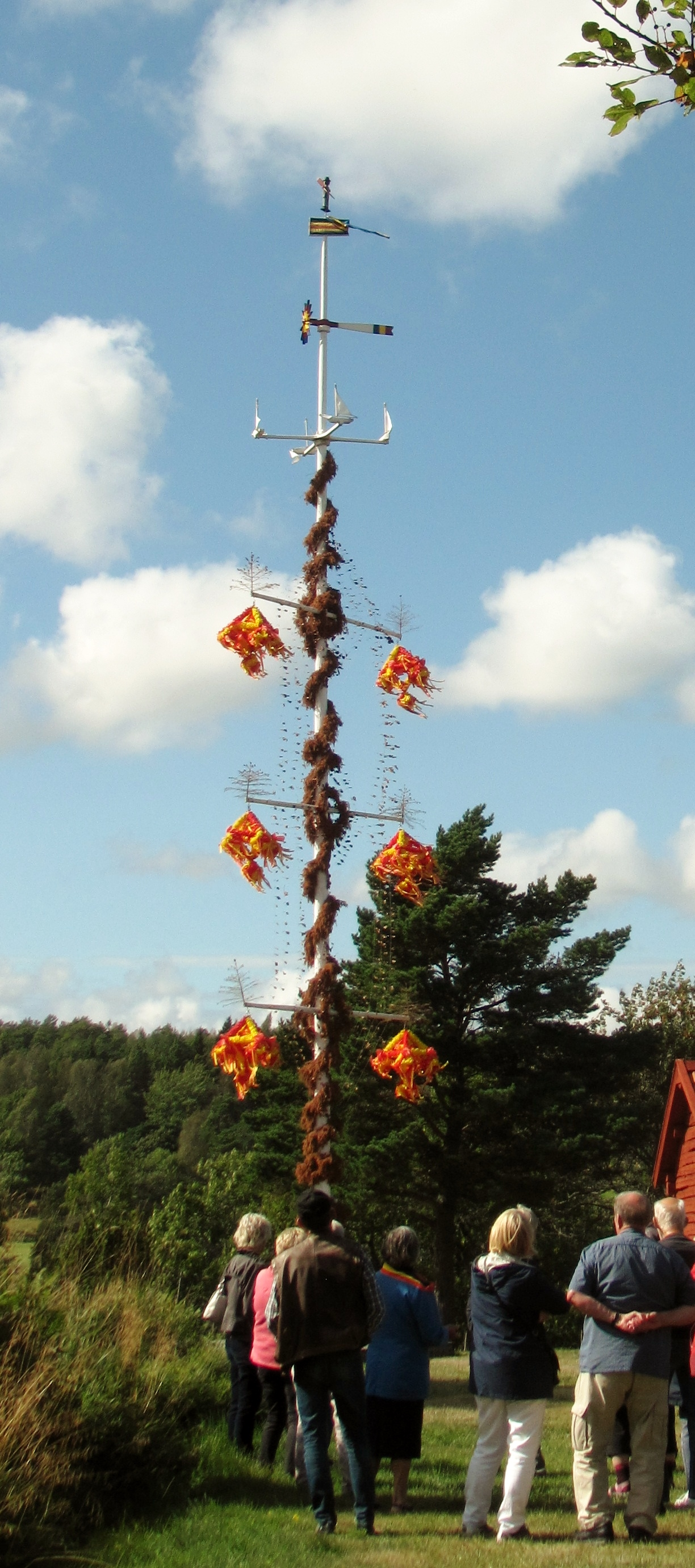
Midsommarstång Kastelholm kastélynal
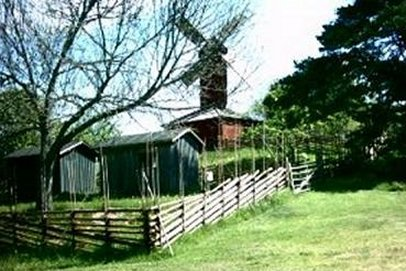
Jan Karlsgården szabadtéri múzeum